# Guadua paniculata
Guadua paniculata là một loài thực vật có hoa trong họ Hòa thảo. Loài này được Munro mô tả khoa học đầu tiên năm 1868.

## Hình ảnh

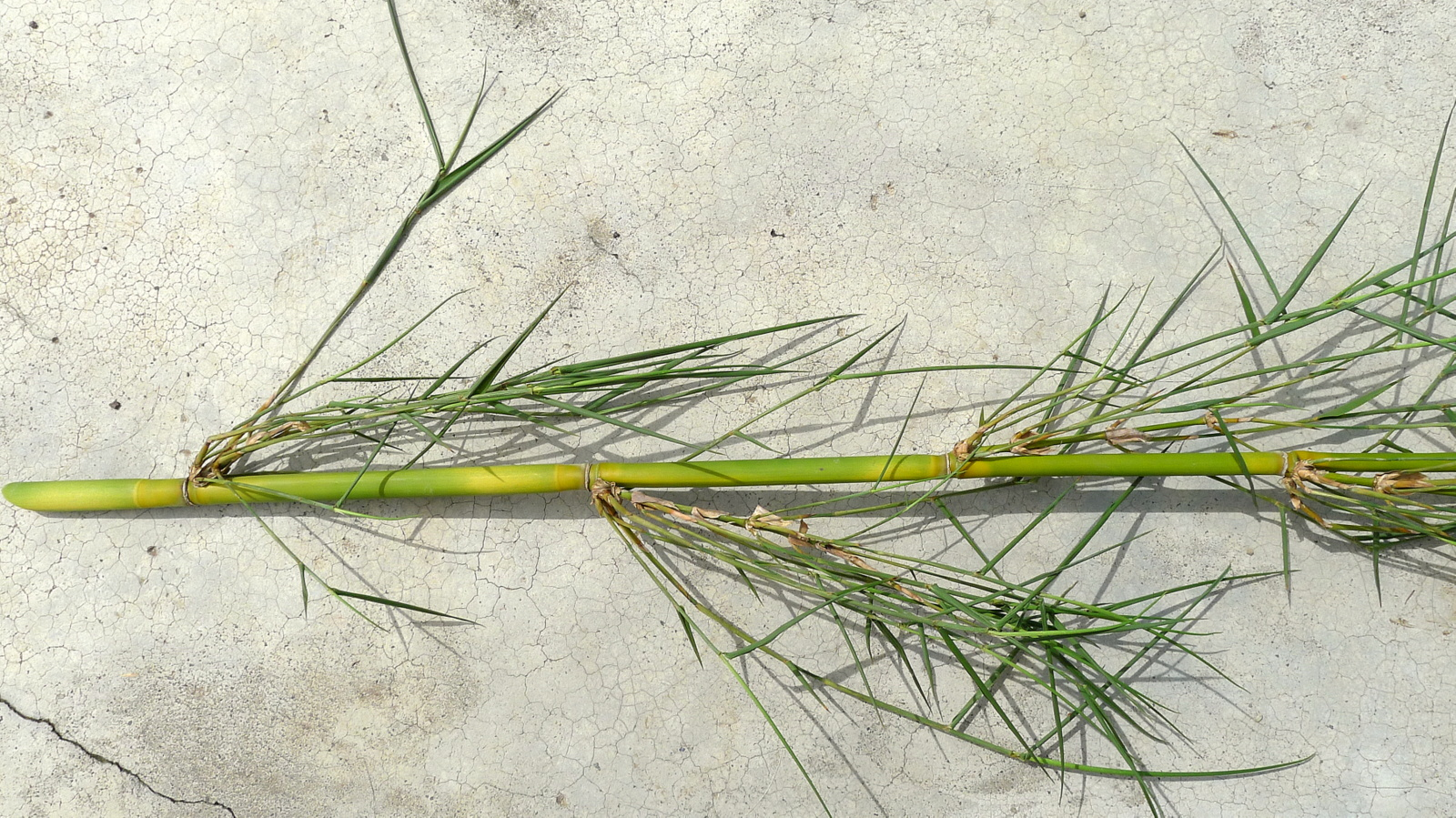
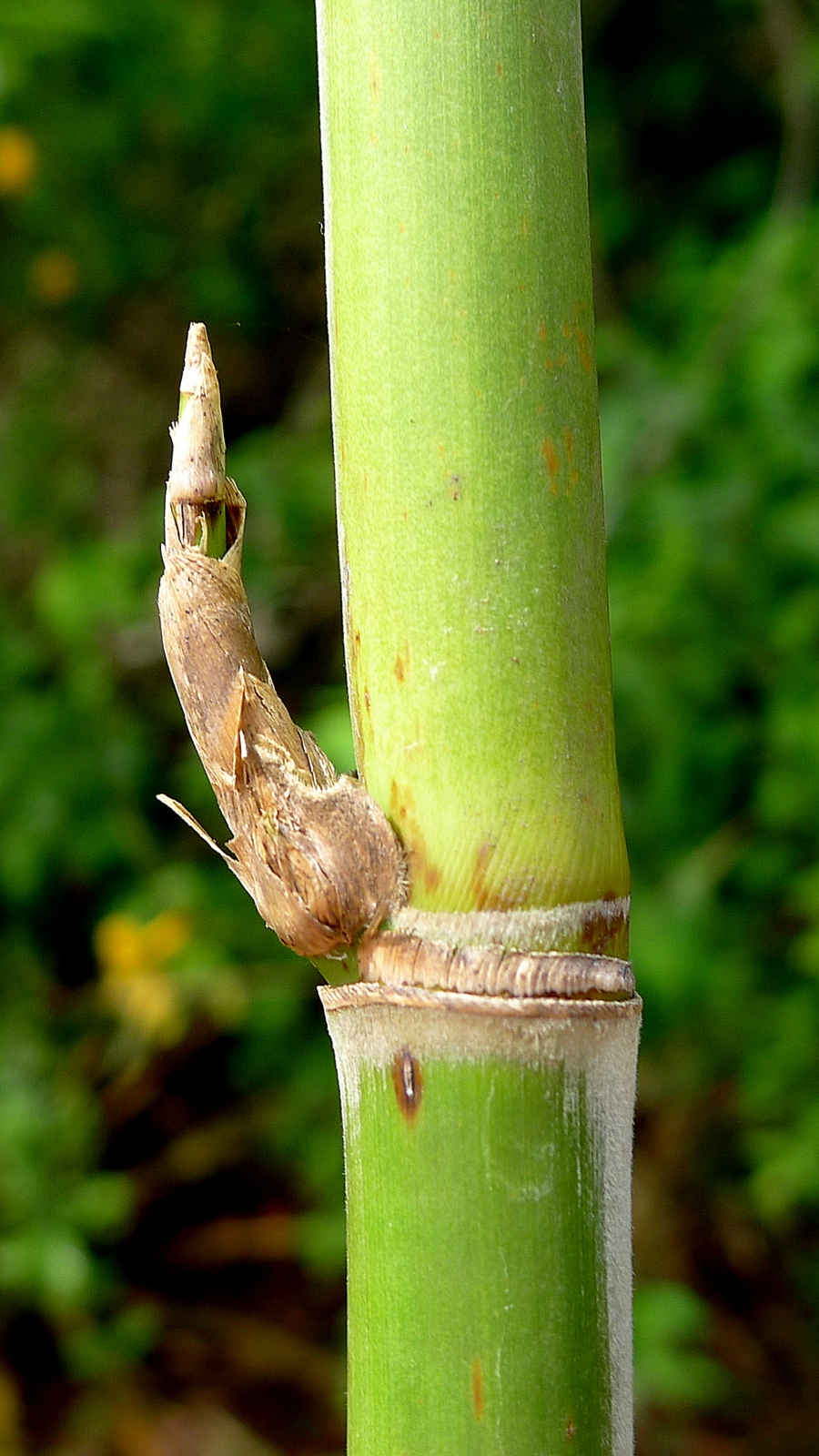
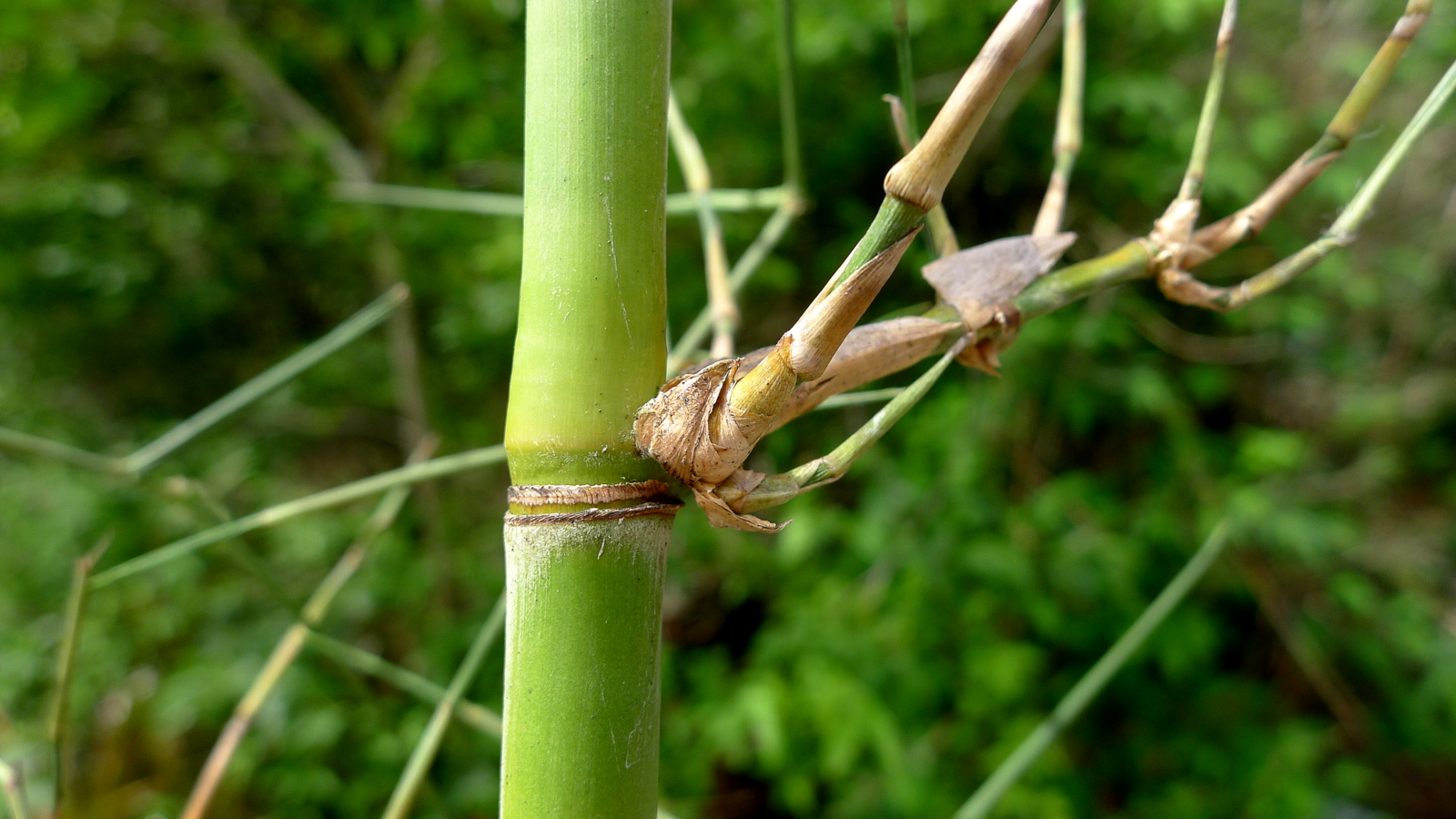
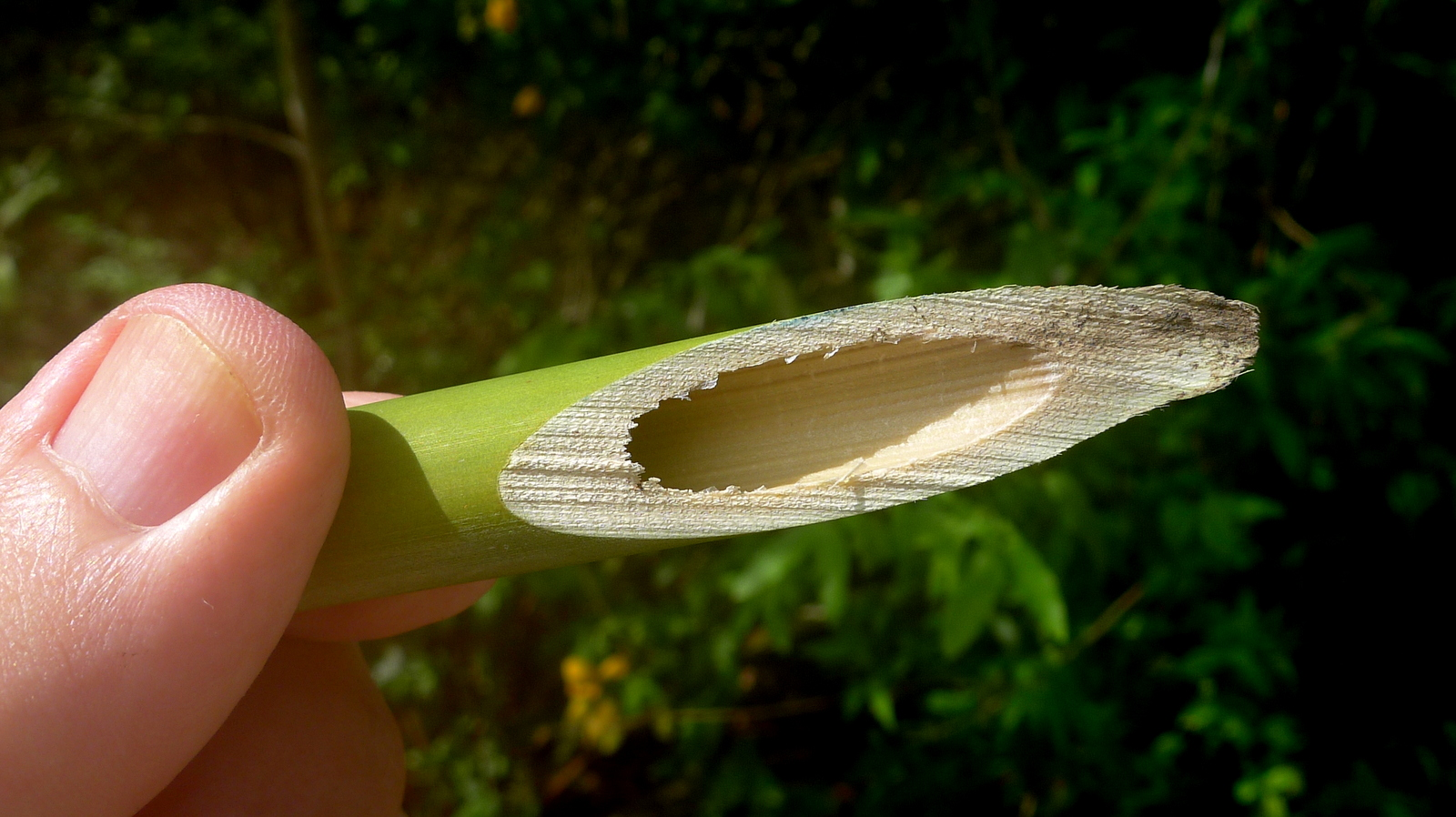